# Віджа: Смертельна гра
Віджа: Смертельна гра (англ. Ouija) — американський фільм жахів 2014 року режисера Стайлза Вайта.

## Сюжет
Віджа — це спіритична дошка, що призначена для спілкування з духами. Дія фільму починається з двох дівчаток, які грають з спіритичної дошкою. Одна з дівчаток пояснює правила: не можна грати однією; не можна грати на кладовищі; в кінці обов'язково слід попрощатися. Також через лінзу планшетки можна побачити дух.
Через багато років доросла Деббі знаходить дошку на горищі свого будинку і порушує одне з правил — грає на самоті, після чого намагається знищити дошку і кінчає життя самогубством. Її подруга Елейн ніяк не може оговтатися після смерті Деббі, і в компанії друзів грає з дошкою. Дух відповідає, і потім друзі один за іншим отримують послання «Привіт, друже». Вони знову зв'язуються з духом і з'ясовують, що це не Деббі говорила з ними, а хтось на ім'я Дізі. Дізі радить їм втікати, бо «мама наближається». Підлітки в жаху кидають гру, але потім один за іншим починають гинути.
У спробі з'ясувати з ким мають справу, друзі дізнаються, що Дізі — це Доріс Зандерс, яка жила в будинку Деббі з сестрою та матір'ю. Її вже літня сестра Пола в психіатричній клініці розповідає, що їхня мати захоплюючись спіритичними сеансами встановила зв'язок з духами, а її молодша сестра стала провідником для духів. Зрештою духи заволоділи матір'ю і дочкою, мати не змогла розірвати зв'язок і зашила рот дочки, щоб «заглушити голоси», а потім вбила її. Після цього старша дочка вбила матір і потрапила в психіатричну лікарню. Деббі, використовуючи дошку відкрила портал і пустила духів в наш світ. Пола радить друзям знайти тіло Доріс і розрізати нитки, якими зашитий її рот, щоб та зупинила матір, яка тероризує їх.
Вони так роблять, але виявляється, що це Доріс вбиває, а мати весь цей час намагалася перешкодити їй. Пола збрехала їм, тому що Доріс «обіцяла залишити її в живих», якщо вона їй допоможе. Дух Доріс вільний, і вона почала вбивати в повній мірі. Хлопці вирішують знищити два провідника для духів — тіло Доріс і дошку одночасно, щоб закрити портал. У живих залишаються лише дві дівчини. Доріс затягує Сару в підвал, а Елейн намагається відвернути її, почавши поодинці грати з дошкою Віджа. Це спрацьовує, але Доріс намагається вбити дівчину. В цей момент втручається дух Деббі і допомагає їм перемогти Доріс. Сара вибирається з підвалу з тілом і вони знищують обидва провідника і перемагають дух.
В кінці дівчата обговорюють загиблих друзів і задаються питанням, куди ж зникли духи після того як пішла Доріс.

## В ролях
| Актор            | Роль          |
| ---------------- | ------------- |
| Олівія Кук       | Елейн Морріс  |
| Ана Кото         | Сара Морріс   |
| Дарен Кагасофф   | Тревор        |
| Б'янка Сантос    | Ізабель       |
| Дуглас Сміт      | Піт           |
| Меттью Сеттл     | Ентоні Морріс |
| Вівіс Коломбетті | Нона          |
| Робін Лайвлі     | місіс Галарді |
| Шеллі Генніґ     | Деббі         |
| Лін Шей          | Пола Зандер   |